# Chimarra flinti
Chimarra flinti är en nattsländeart som beskrevs av Bueno-soria 1985. Chimarra flinti ingår i släktet Chimarra och familjen stengömmenattsländor. Inga underarter finns listade i Catalogue of Life.